# Linda Evangelista
Linda Evangelista (St. Catharines, Ontario, 1965. május 10. –) kanadai modell. Christy Turlingtonnal, Claudia Schifferrel, Cindy Crawforddal és Naomi Campbell-lel együtt azon kevés szupermodellek közé sorolják, aki megváltoztatta az 1980-as évek végén és 1990-es évek elején a divatot.

## Élete

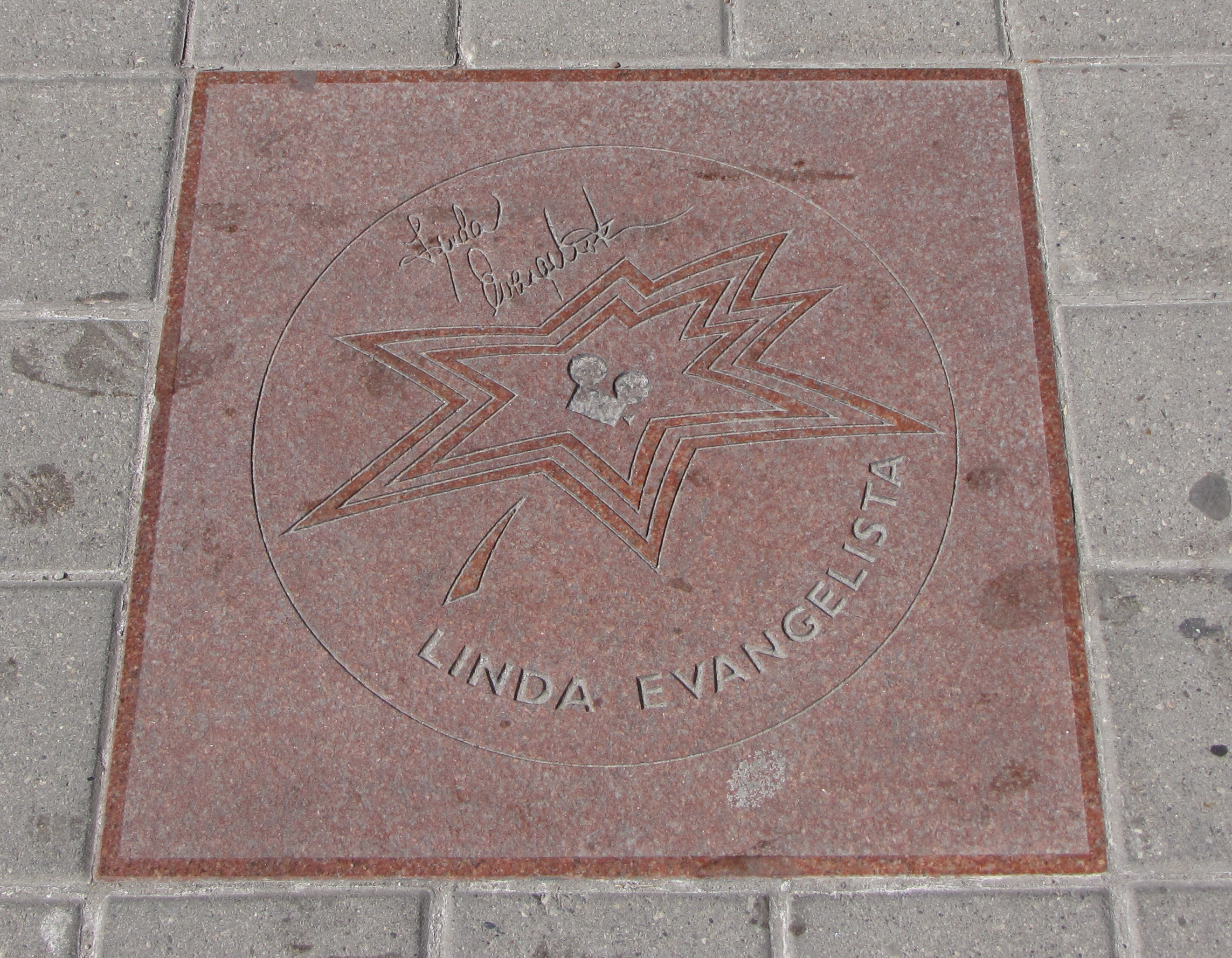
Linda Evangelista csillaga Torontóban a Hírességek sétányán

Egy olasz-kanadai munkásosztálybeli, hagyományos római katolikus családban született, St. Catharinesben, Ontarióban nevelkedett, ahol a Denis Morris középiskolába járt. Már 12 éves korában modell akart lenni. 1978-ban a Miss Teen Niagara szépségversenyen szerepelt.
Később New Yorkba költözött és szerződést írt alá Elite Model Management-tel. Ezután Párizsban folytatta karrierjét. Szerepelt George Michael néhány videóklipjében, az 1990-es Freedom-ban és az 1992-es Too Funky-ban, valamint Peter Lindbergh 10 Women című könyvében is. Egyszer azt mondta, hogy "We don't wake up for less than $10,000 a day', azaz fel sem kelek napi 10 000 dollárnál kevesebbért - ez egy Vogue interjú közben hangzott el. Az 1980-as évek végén, levágatta a haját és a brandish-boy / fiús stílusú frizurája miatt az összes fontos kifutóról törölték, de hónapok múlva már a magazinok címlapján pózolt és ezzel az új hajviselettel divatot teremtett. 2007-ben egy több évre szóló kizárólagos szerződést kötött a neves kozmetikai céggel, a L'Oreal Paris-zsal.
1996-ban VH1 Fashion Awards Lifetime Achievement díjat kapott, 2005-ben pedig a stílusikon elismerést a németországi Women's World díjátadón. Csillagot kapott 2003-ban Toronto Walk of Fame sétányán.

## Magánélete
Felesége volt: Gerald Marienek az Elite magazin igazgatójának (1987 - 1993), Kyle MacLachlan, színésznek (1992-1998), a francia labdarúgónak, Fabien Bartheznek (1998-2000), olasz olaj mogulnak Ugo Brachetti Peretti (2003-2004), és utoljára Paolo Barilla felesége volt (2005). 1999-ben, hat hónapos terhesen elvetélt, emiatt depresszióba esett. 2006-ban megszületett fia Augustin James Evangelista, akinek az apja François-Henry Pinault francia milliárdos. 2006 augusztusában terhesen pózolt a Vogue magazinban.

## Fordítás
- Ez a szócikk részben vagy egészben  a   Linda Evangelista című angol Wikipédia-szócikk fordításán alapul.  Az eredeti cikk szerkesztőit annak laptörténete sorolja fel. Ez a jelzés csupán a megfogalmazás eredetét és a szerzői jogokat jelzi, nem szolgál a cikkben szereplő információk forrásmegjelöléseként.